# Nilaparvata diophantu
Nilaparvata diophantu är en insektsart som beskrevs av Ronald Gordon Fennah 1958. Nilaparvata diophantu ingår i släktet Nilaparvata och familjen sporrstritar. Inga underarter finns listade i Catalogue of Life.